# Motjärnen (Torrskogs socken, Dalsland)
Motjärnen är en sjö i Bengtsfors kommun i Dalsland och ingår i Göta älvs huvudavrinningsområde. Sjön har en area på 0,14 kvadratkilometer och ligger 169,9 meter över havet. Vid provfiske har abborre fångats i sjön.

## Delavrinningsområde
Motjärnen ingår i det delavrinningsområde (656825-128002) som SMHI kallar för Utloppet av Motjärn. Medelhöjden är 178 meter över havet och ytan är 0,46 kvadratkilometer. Det finns inga avrinningsområden uppströms utan avrinningsområdet är högsta punkten. Vattendraget som avvattnar avrinningsområdet har biflödesordning 5, vilket innebär att vattnet flödar genom totalt 5 vattendrag innan det når havet efter 234 kilometer. Avrinningsområdet består mestadels av skog (70 procent). Avrinningsområdet har 0,14 kvadratkilometer vattenytor vilket ger det en sjöprocent på 30,3 procent.